# Erik Sørensen
Erik Lykke Sørensen (Odense, 22 gennaio 1940) è un allenatore di calcio ed ex calciatore danese, di ruolo portiere.

## Carriera

### Giocatore

#### Club
Esordisce tra i professionisti nel 1960, all'età di 20 anni, con il B 1913, club della sua città natale, con cui tra il 1960 ed il 1963 gioca nella prima divisione danese vincendo tra l'altro anche la Coppa di Danimarca nel 1963. Nella stagione 1961-1962 partecipa inoltre alla Coppa dei Campioni, in cui gioca tutte e 4 le partite disputate dalla sua squadra, che viene eliminata negli ottavi di finale del torneo con un punteggio aggregato di 12-0 dagli spagnoli del Real Madrid dopo aver eliminato i lussemburghesi dello Spora Luxembourg con un punteggio aggregato di 15-2 nel turno precedente. Gioca inoltre anche 2 partite nella Coppa delle Fiere 1962-1963 e 2 partite nella Coppa delle Coppe 1963-1964 (eliminazione con il punteggio aggregato di 6-2 per mano dei francesi del Olympique Lione nel primo turno della manifestazione).
A fine 1963 lascia la Danimarca per andare a giocare in Scozia, al Greenock Morton, con la cui maglia nella seconda parte della stagione 1963-1964 gioca 5 partite nella prima divisione scozzese; l'anno seguente gioca invece da titolare negli Hearts (31 presenze), per poi trascorrere il biennio 1965-1967 come titolare al Greenock Morton, con cui nell'arco di due stagioni gioca rispettivamente 31 e 35 partite nella prima divisione scozzese. Nella stagione 1967-1968 è invece ai Rangers, con la cui maglia nella stagione 1967-1968 gioca 30 partite in campionato e 6 partite in Coppa delle Fiere; torna poi al Greenock Morton, con cui continua a giocare nella prima divisione scozzese fino al termine della stagione 1970-1971, conclusa la quale fa ritorno in patria, dove gioca per due anni in terza divisione con lo Svendborg, per poi nel 1973 ritirarsi, all'età di 33 anni.

#### Nazionale
Dopo aver giocato nella nazionale danese Under-21, nel 1963 ha esordito in nazionale maggiore; in particolare, la sua partita di esordio è la sconfitta casalinga per 3-2 per mano della Romania del 23 giugno 1963, valevole come incontro di qualificazione ai Giochi Olimpici del 1964, mentre la sua ultima partita in nazionale è la sconfitta casalinga per 3-1 in una partita amichevole giocata a Copenaghen contro la Germania Ovest il 30 giugno 1971 (otto anni dopo l'esordio). Complessivamente tra il 1963 ed il 1971 ha giocato 15 partite in nazionale (con 24 gol subiti), 8 delle quali in partite di qualificazione agli Europei.

### Allenatore
Nella stagione 1974-1975 ha allenato il Greenock Morton.

## Palmarès

### Giocatore

#### Competizioni nazionali
- Coppa di Danimarca: 1

B 1913: 1963